# Александар Јовановић (математичар)
Александар Јовановић „Аљоша“ (Сплит, 31. март 1949 — Београд, 30. децембар 2020) био је српски математичар, ванредни професор Математичког факултета у Београду.

## Биографија
Рођен је 31. марта 1949. у Сплиту. Дипломирао на ПМФ-у, Одсек за математику, Универзитет у Београду 1970. Докторирао је на истом факултету 1982. тезом „Прилог теорији ултрапроизвода“. У комисији за одбрану рада били су: Жарко Мијајловић (ментор), Славиша Прешић и Зоран Марковић.
На факултету је предавао следеће предмете: Математичка логика, Математичка логика и теорија скупова, Дискретна математика, Коначна математика, Линеарна алгебра, Теорија мере, Теорија скупова, Математика за биологе, Теорија аутомата, Математичка логика у рачунарству, Програмирање, Програмски језици и преводиоци, Вештачка интелигенција, Базе података, Основи рачунарских система, Примене рачунара, Примена рачунара у биологији, Дискретне структуре 1.
Учествовао је у раду следећих семинара: Теорија скупова, Аутоматизовано доказивање теорема, ДИСП. Академски рад са студентским тимовима, углавном развој рачунарских апликација: синтаксно-комбинаторни алгоритми, аутоматизована дедукција и доказивање теорема, процесирање слика и сигнала. Четири тима његових студената добила награде Универзитета у Београду за истраживачки рад, (од 1992. до 2000). Координација: Групе за интелигентне системе (Group for Intelligent Systems), ГИС, Математички факултет, Универзитет у Београду,, 1992-1997.
Био је више пута на гостовањима, добијајући стипендије и награде:
- Computer Science, Imperial College, Лондон, шк. год. 1970-1971.
- Honeywell IS, Милано, 3 месеца 1974.
- Department of Mathematics, University of California at Berkeley, шк. год. 1979, (МНТ Србије и Фулбрајтова фондација)
- "Thomas Watson" RC IBM, Department of Mathematics, University of California at Berkeley, Department of Mathematics, California Institute of Technology, 3 месеца 1988.
- Department of Mathematics, HUJI, 2 месеца 1990.
- University of Edinbourgh, 1 месец 1992.
- Награда за младе истраживаче, Уније балканских математичких асоцијација.

Држао је предавања по позиву:
UC Berkeley, Un. of Copenhagen, Blindern Un. (Осло), Skt Peterburg Technical Un., Moskow State University (МГУ), Un. of Exeter, Un. of Bratislava, Un. of Ioannina, Smith College, Wesleyan Un., Oberwolfach Math Institute, Greek Math Society. Предавач по позиву на 14 међународних конференција.
Бавио се и разним хобијима. Био је скипер, ронилац и председник Падобранско-ронилачког клуба „Београд“ у периоду 1982-1984. Снимио је велики број подморских филмова и учествовао је у разним подводним археолошким ископавањима од 1972. Сарађивао је и са научним програмом РТВ Београд од 1981.